# Leonel Campos
Pour les articles homonymes, voir Campos.
Leonel Enrique Campos Linares (né le 17 juillet 1987 à Valera, Trujillo, Venezuela) est un lanceur droitier de la Ligue majeure de baseball.

## Carrière
Leonel Campos signe son premier contrat professionnel en 2010 avec les Padres de San Diego. Il fait ses débuts dans le baseball majeur avec cette équipe comme lanceur de relève le 3 septembre 2014 face aux Diamondbacks de l'Arizona.
Sa moyenne de points mérités s'élève à 5,70 en 30 manches lancées pour San Diego de 2014 à 2016. En 2017, il rejoint les Blue Jays de Toronto.